# Miriam Gebhardt
Miriam Gebhardt (Friburgo in Brisgovia, 28 gennaio 1962) è una storica e scrittrice tedesca.

## Biografia
Gebhardt ha studiato giornalismo e dal 1982 ha lavorato come redattrice. Dal 1988 al 1993 ha studiato storia economica e sociale, storia regionale e letteratura moderna tedesca presso l'Università di Monaco di Baviera, laureandosi in storia nel 1993 con una tesi sull'infanzia ebraica nel XIX secolo. Nel 1998 ha conseguito un dottorato in storia moderna presso l'Università di Münster, con una tesi sulla strategia della memoria familiare nella borghesia ebraico-tedesca negli anni 1890-1932.
Dal 2003 assistente ricercatrice presso l'Università di Costanza, dove ha conseguito la sua abilitazione in storia moderna e contemporanea nel luglio 2008. Attualmente è professore associato presso l'Università di Costanza e autrice di saggi.
Gebhardt lavora anche come giornalista e pubblicista e ha scritto per il settimanale Die Zeit.
In un saggio pubblicato nel 2015, Als die Soldaten kamen (Quando arrivarono i soldati), ha posto l'attenzione sulle violenze sessuali perpetrate dai soldati alleati occidentali (statunitensi, britannici e francesi), oltre a quelli sovietici, in Germania verso la fine della seconda guerra mondiale, attirando sull'argomento l'attenzione dei media in Germania e all'estero.

## Pubblicazioni
- (DE) Das Familiengedächtnis. Erinnerung im deutsch-jüdischen Bürgertum 1890 bis 1932 [Memoria familiare. La memoria nella borghesia ebreo-tedesca dal 1890 al 1932], Stuttgart, Steiner, 1999, ISBN 3-515-07560-7.
- (DE) Sünde, Seele, Sex. Das Jahrhundert der Psychologie [Peccato, anima, sesso. Il secolo della psicologia], Stuttgart, DVA, 2002, ISBN 3-421-05641-2.
- (DE) Die Angst vor dem kindlichen Tyrannen. Eine Geschichte der Erziehung im 20. Jahrhundert [La paura del bambino tiranno. Una storia dell'educazione nel XX secolo], München, DVA, 2009, ISBN 978-3-421-04413-6.
- (DE) Rudolf Steiner. Ein moderner Prophet [Rudolf Steiner: un profeta moderno], München, DVA, 2011, ISBN 978-3-421-04473-0.
- (DE) Alice im Niemandsland: Wie die deutsche Frauenbewegung die Frauen verlor [Alice nella terra di nessuno: come il movimento femminile tedesco ha perso le donne], München, DVA, 2012, ISBN 978-3-421-04411-2.
- (DE) Als die Soldaten kamen. Die Vergewaltigung deutscher Frauen am Ende des Zweiten Weltkriegs [Quando arrivarono i soldati: lo stupro delle donne tedesche alla fine della seconda guerra mondiale], München, DVA, 2015, ISBN 978-3-421-04633-8.

### Come curatrice
- Con Katja Patzel-Mattern e Stefan Zahlmann:
Das integrative Potential von Elitenkulturen: Festschrift für Clemens Wischermann (Il potenziale integrativo delle culture d'élite: Festschrift per Clemens Wischerman). Steiner, Stuttgart 2013, ISBN 978-3-515-10070-0.